# Champ-sur-Layon
Champ-sur-Layon là một xã thuộc tỉnh Maine-et-Loire trong vùng Pays de la Loire phía tây nước Pháp. Xã này nằm ở khu vực có độ cao trung bình 69 mét trên mực nước biển.
Sông Layon chảy qua xã Champ-sur-Layon.